# Харіс Радетинац
Харіс Радетинац (босн. Haris Radetinac, нар. 28 жовтня 1985, Нові-Пазар) — боснійський футболіст, півзахисник клубу «Юргорден».

## Ігрова кар'єра
Народився 28 жовтня 1985 року в югославському місті Нові-Пазар (нині — Сербія). Розпочав займатись футболом на батьківщині у клубі «Нові-Пазар», але у віці 18 років потрапив до шведського клубу «Лінчепінг». У цьому клубі розпочав виступи на дорослому рівні у четвертому та п'ятому шведських дивізіонах.
У 2007 році Харіс перейшов у клуб другого зав рівнем дивізіону Швеції «Отвідабергс ФФ», де негайно завоював місце в основі пропустивши всього п'ять ігор за п'ять років свого перебування. У 2009 році клуб вперше з 1982 року зумів вийти до Аллсвенскан, але вилетів з вищого дивізіону наступний рік. Навіть незважаючи на те, що клуб знову здобув право на підвищення за результатами сезону 2011 року, Радетинац наприкінці того ж року перейшов у «М'єльбю», де провів наступні півтора року.
Влітку 2013 року підписав контракт на 3,5 роки з «Юргорденом». У новій команді провів значну частину кар'єри, проте основним гравцем так і не став. 2018 року став з командою володарем Кубка Швеції. Станом на 19 червня 2018 року відіграв за команду з Стокгольма 75 матчів в національному чемпіонаті.

## Титули і досягнення
- Володар Кубка Швеції (1):

«Юргорден»: 2017–18
- Чемпіон Швеції (1):

«Юргорден»: 2019